# Улица Дагмарас
Улица Да́гмарас (латыш. Dagmāras iela) расположена в Курземском районе города Риги. Начинается от улицы Слокас, пролегает в северо-восточном направлении и заканчивается примыканием к улице Лилияс. На всём протяжении служит границей исторических районов Дзирциемс (нечётная сторона) и Ильгюциемс (чётная сторона).
Общая длина улицы Дагмарас составляет 647 метров. По улице на всём её протяжении в 1927 году проложена двухпутная трамвайная линия, ныне используемая маршрутом № 5. Улица полностью асфальтирована, зона трамвайной линии замощена булыжником.

## История
Название новой улице (нем. Dagmarstrasse, истор. рус. Дагмарская улица) было присвоено в 1914 году и никогда не изменялось.
К началу Второй мировой войны на улице было застроено 6 земельных участков. Действовал склад стройматериалов и городская баня с душевой. На незастроенной территории по чётной стороне улицы в 1930 году были устроены садовые общества «Дагмарас-1» и «Дагмарас-2».

## Примечательные объекты
- Улица проходит вдоль парка Нордекю.
- Дом № 3 — детский сад «Madariņa» (1939, архитекторы Освальдс Тилманис, Валтерс Дамбранс; в крупной оконной нише установлена скульптура работы Марты Ланге[латыш.])[5].
- Дом № 6 — здание бывшего кинотеатра «Dzintarpils» (1940-е годы, реконструирован с пристройкой касс в 1961 году; ныне используется как производственное и складское помещение[6]).

## Прилегающие улицы
Улица Дагмарас пересекается со следующими улицами:
- улица Слокас
- улица Салдус
- улица Буллю
- улица Лилияс